# Milan Biševac
Milan Biševac (serbisch-kyrillisch Милан Бишевац; * 31. August 1983 in Titova Mitrovica, SFR Jugoslawien, heute Kosovo) ist ein ehemaliger serbischer Fußballspieler.

## Karriere

### Verein
Biševac begann seine Profikarriere im Jahr 2001 bei FK BASK, wo er sich als Stammspieler etablieren konnte und dort bis 2003 insgesamt 52 Ligaspiele bestritt. 2003 und 2004 spielte er jeweils für ein halbes Jahr bei FK Bežanija und bei FK Železnik. 2004 folgte dann der Wechsel zum serbischen Topklub FK Roter Stern Belgrad, der 500.000 Euro für Biševac bezahlte. Bisher konnte er sich bei allen Vereinsstationen als Stammspieler durchsetzen, so auch bei Roter Stern. Dort blieb er bis 2007, dann zog es ihn für 1,2 Millionen Euro in die französische Ligue 1 zum RC Lens. Er absolvierte sein erstes Spiel am 3. Februar 2007 gegen den FC Valenciennes.
Zu diesem wechselte zur Saison 2008/09 für drei Millionen Euro und unterschrieb einen Vierjahresvertrag. Sein erstes Tor für seinen neuen Klub erzielte er am 26. September 2009 beim 3:2-Heimsieg gegen Olympique Marseille. Mit dem FC Valenciennes belegte Biševac stets Ränge im Mittelfeld der Tabelle.
Im Juli 2011 unterschrieb er beim Ligakonkurrenten Paris Saint-Germain einen Dreijahresvertrag. Hier blieb er nur eine Saison und schloss sich Olympique Lyon an. Mit dem Verein platzierte sich Biševac in jeder Saison im oberen Tabellendrittel und spielte zudem in der UEFA Europa League.
Im Januar 2016 wechselte er dann für ein halbes Jahr zum italienischen Verein Lazio Rom und ging im Sommer weiter zum FC Metz. Während im ersten Jahr noch der Klassenerhalt gelang, stiegen die Lothringer zum Ende der Saison 2017/18 aus der Ligue 1 ab. Ende Juli 2018 gab dann der Luxemburgische Meister F91 Düdelingen die Verpflichtung Bisevacs bekannt. In seiner ersten Saison mit F91 Düdelingen qualifizierte er sich für die Gruppenphase der UEFA Europa League. Nach nur sieben Pflichtspielen, in denen er ein Tor erzielte, wurde sein Vertrag nach der Saison nicht verlängert und er schloss sich Zweitligist Swift Hesperingen an. Dort absolvierte Biševac allerdings kein Spiel und so wurde sein Vertrag Ende 2019 wieder aufgelöst und er beendete kurze Zeit später seine aktive Karriere.

### Nationalmannschaft
Er gewann mit der U-21 die Silbermedaille bei der U-21-Fußball-Europameisterschaft 2004 in Deutschland. Er war auch im Kader für die Olympischen Spiele 2004 in Athen, wo man in der Gruppe C hinter dem späteren Sieger Argentinien, Australien und Tunesien den vierten Platz belegte. In der U-21 absolvierte er insgesamt neun Spiele.
Sein Länderspieldebüt in der A-Nationalmannschaft gab er am 16. August 2006 beim Freundschaftsspiel gegen Tschechien. Nach insgesamt 19 Länderspielen beendete er seine Karriere dort im Jahr 2014.

## Erfolge
- Serbischer Meister: 2005/06, 2006/07 (Roter Stern Belgrad)
- Serbischer Pokalsieger: 2005/06 (Roter Stern Belgrad)
- Luxemburger Meister: 2018/19 (F91 Düdelingen)
- Luxemburger Pokalsieger: 2019 (F91 Düdelingen)
- Spieler des Monats der Ligue 1: Januar 2012

## Sonstiges
Milan Biševac ist ein Verwandter des serbischen Basketballspielers Vlade Divac.